# 小羅斯卡特湖

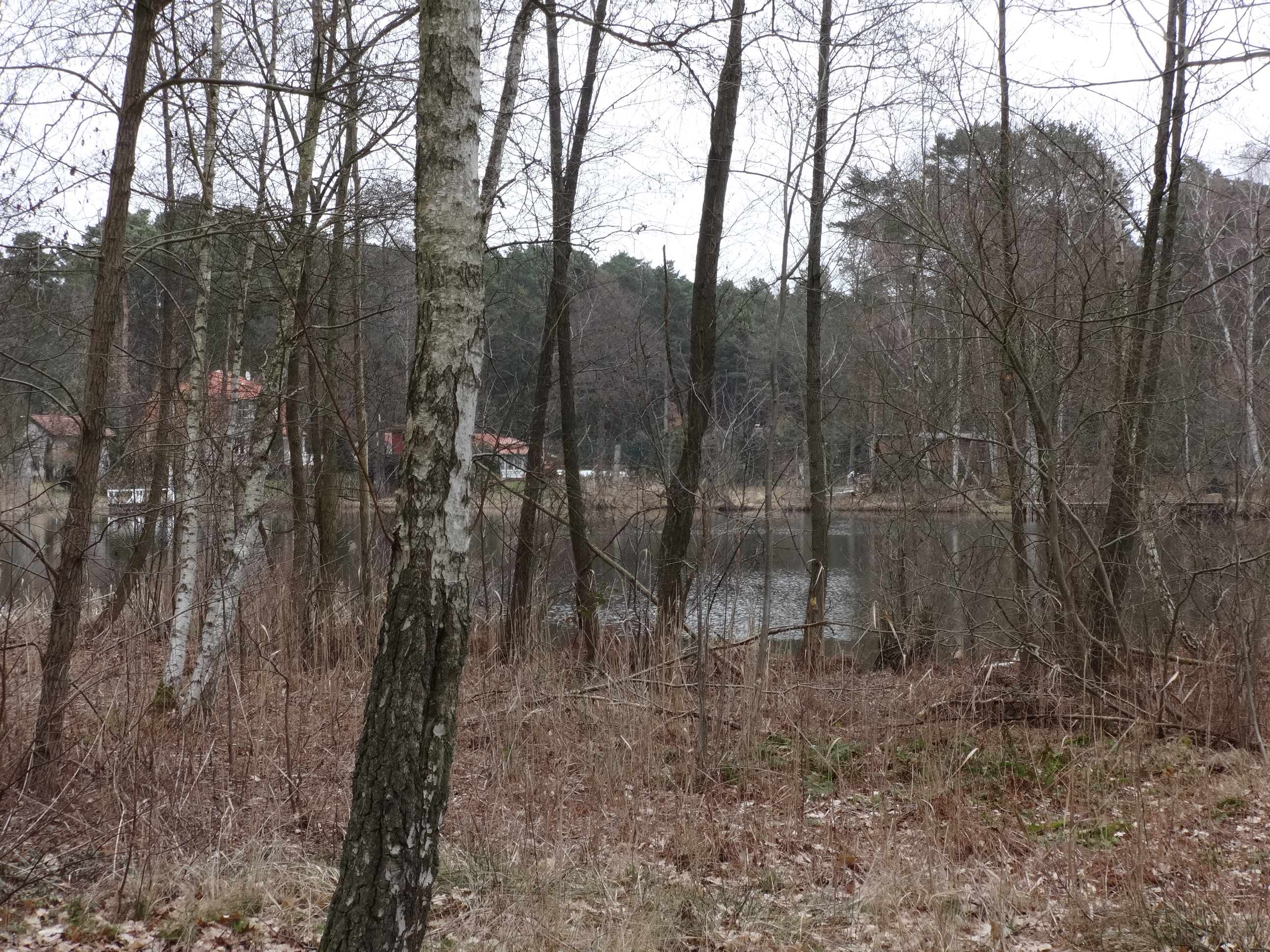

52°10′45″N 13°38′35″E / 52.179126°N 13.64311°E
小羅斯卡特湖（德語：Kleiner Roßkardtsee），是德國的湖泊，位於該國西南部，由勃蘭登堡州負責管轄，處於達默-施普雷瓦爾德縣，在大克里斯境內，長0.1公里、寬0.1公里，面積0.002平方公里。